# Incursione saracena contro Roma
L'incursione saracena contro Roma dell'anno 846 venne attuata da truppe nordafricane.

## Storia
Già nell'830 pirati saraceni avevano devastato le aree abitate della campagna romana, giungendo fino alle basiliche di San Pietro e San Paolo e penetrando fino a Subiaco, dove vennero distrutti l'abitato e il Monastero.
Sedici anni dopo l'attacco fu ripetuto, con maggiore violenza: nella notte tra il 24 e il 25 agosto dell'846 i pirati saraceni, dopo aver attaccato e saccheggiato Centumcellae, Porto e Ostia, si spinsero fino a Roma.
Non riuscendo a penetrare all'interno delle mura cittadine, distrussero e depredarono i dintorni della città saccheggiando per la seconda volta le basiliche di San Pietro e San Paolo. San Pietro era difesa da una guarnigione di soldati composta da Franchi, Longobardi, Sassoni e Frisoni che, nonostante un'accanita resistenza, venne completamente sterminata.
Dalle basiliche vennero depredate tutte le suppellettili liturgiche e i paramenti dei presbiteri, e profanati gli altari e i tabernacoli. Il sacco dei due templi tra i maggiori della cristianità comportò l'edificazione, per volontà di papa Leone IV tra l'848 e l'852, delle Mura Leonine, erette a protezione della basilica di San Pietro. L'area racchiusa dalle mura, chiamata Città leonina, ebbe amministrazione propria sino al XVI secolo, e coincide in gran parte con lo Stato della Città del Vaticano e l'odierno rione di Borgo.
Dopo essersi ritirati da Roma, i saraceni che saccheggiavano il Lazio vennero sconfitti da Guido I di Spoleto presso Lorium, da allora denominata Castel di Guido e Fondi.
Nello scontro successivo presso Gaeta l'esercito cristiano incontrò difficoltà, ma giunsero in suo soccorso truppe inviate da Sergio I, duca di Napoli, e condotte dal figlio Cesario. A novembre la flotta araba alla fonda davanti alle coste laziali fu pesantemente danneggiata da una tempesta.
Nell'anno 849 si seppe che i saraceni stavano allestendo una nuova flotta che avrebbe attaccato nuovamente Roma. In questa occasione Gaeta, Napoli, Amalfi e Sorrento misero a disposizione le proprie navi, le quali si posizionarono tra Ostia e la foce del Tevere. Condotta da Cesario, la flotta andò all'attacco appena vide all'orizzonte le vele delle navi nemiche sbaragliandole e facendo molti prigionieri. Durante lo scontro, definito come battaglia di Ostia, molte navi saracene furono affondate mentre le restanti, anche a causa di un'improvvisa tempesta, fuggirono.